# María José
María José Loyola Anaya, nota semplicemente come María José (Città del Messico, 12 gennaio 1976), è una cantautrice e attrice messicana.

## Carriera
Dal 1992 al 2005 ha fatto parte di un group chiamato Kabah.
Nel 2007 ha pubblicato il suo primo lavoro da solista.

## Discografia solista
Album studio
- 2007: María José
- 2009: Amante de lo ajeno
- 2010: Amante de lo bueno
- 2012: De noche
- 2016: Habla ahora

### Singoli
- 2007 : ¿Quien eres tu? (Ft. Trey Songz)
- 2007 : Me equivoqué
- 2008 : ¿Donde esta?
- 2009 : No soy una señora
- 2009 : Mi amor amor
- 2010 : Adelante corazón
- 2010: Sola no, yo no se estar
- 2010 : La ocasión para amarnos
- 2011 : Un nuevo amor
- 2011 : Después de tu adiós
- 2012 : Tú ya sabes a mí
- 2012 : El amor manda
- 2013: Prefiero ser su amante
- 2013: Hasta el fin» (Ft. Mónica Naranjo y Marta Sánchez)
- 2013: La cara oculta del amor
- 2016 : Las qué se ponen bien la falda  (Ft. Ivy Queen)
- 2016 : Habla ahora
- 2016 : Olvídame y pega la vuelta (Ft. Bryan Amadeus)
- 2017: Lo que te mereces
- 2017: El amor coloca
- 2017: Me declaro culpable (Ft. Manuel Mijares)
- 2017: Duri Duri
- 2019: Hábito de ti
- 2019: Un nuevo amor (Ft. Vanesa Martín)
- 2019: Derroche
- 2019: Lo que tenías conmigo

### Singoli promozionali
- 2019: El era perfecto
- 2019: Rosas en mi almohada (Ft. Ha*Ash)

## Collaborazioni
- 2008 : Suave (Ft. Hompy)
- 2009 : No Sirvo Para Estar Sin Ti (Ft. Rocio Durcal)
- 2010 : No Importa Que El Sol (Ft. Moenia)
- 2010 : What A Feeling (Ft. Midi de Moenia)
- 2011 : Así O Más (Pop Versión) (Ft. Espinoza Paz)
- 2011 : Así O Más (Banda Versión) (Ft. Espinoza Paz)
- 2011 : Written In The Stars (Ft. Symplifiers)
- 2012 : Amiga (Ft. Dennise de Kalafe)
- 2012 : Amiga (Versión en Portugués) (Ft. Dennise de Kalafe)
- 2013: Te besé (Ft. Leonel García)
- 2020: Resistiré México (Ft. Varios artistas)

## Filmografia parziale

### Telenovela
- Porque el amor manda (2012-2013)
- Por amar sin ley (2018)

### Televisione
- Pequeños gigantes (2011)[1]
- Pequeños gigantes 2 (2012)[2]
- Bailando por un sueño[3]
- Esta historia me suena (2019-2020)[4]
- México Tiene Talento (2019)[5]
- La voz Mexico (2020)[6]